# ガゾルド・デリ・イッポーリティ
ガゾルド・デリ・イッポーリティ（伊: Gazoldo degli Ippoliti）は、イタリア共和国ロンバルディア州マントヴァ県にある、人口約2,900人の基礎自治体（コムーネ）。

## 地理

### 位置・広がり

#### 隣接コムーネ
隣接するコムーネは以下の通り。
- カステッルッキオ
- チェレザーラ
- マルカリーア
- ピューベガ
- レドンデスコ
- ローディゴ

### 気候分類・地震分類
気候分類では、zona E, 2388 GGに分類される。
また、イタリアの地震リスク階級 (it) では、zona 3 (sismicità bassa) に分類される。